# Saharska mačka
Saharska mačka (znanstveno ime Felis margarita) živi v odročnih gorskih predelih in puščavah. Je peščene barve s temnorjavimi odtenki na hrbtu, spodnja stran nog in večji del obraza je medlo bež al bel. Nekoliko temnejši je le njen prečno črtast rep.
Njen obraz je širok in raven, na njem pa ima velika ušesa. Na prvi pogled izgleda kot domača mačka, vendar je njeno telo bolj čokato in tudi njene tace so krajše. Podplate ima poraščene in je zato na mehkih tleh zelo stabilna in je tudi zaščitena pred vročino na skalah.

## Podvrste
- Felis margarita margarita, Sahara
- Felis margarita harrisoni, Arabija
- Felis margarita thinobia, Iran
- Felis margarita scheffeli, Pakistan